# Selaginella longistrobilina
Selaginella longistrobilina är en mosslummerväxtart som beskrevs av P.S.Wang, X.Y.Wang och Li Bing Zhang. Selaginella longistrobilina ingår i släktet mosslumrar, och familjen mosslummerväxter. Inga underarter finns listade i Catalogue of Life.